# Jørgen Juve
Jørgen Juve (* 22. listopadu 1906, Porsgrunn, Norsko - † 12. dubna 1983, Oslo, Norsko) byl norský fotbalový útočník, právník, novinář a spisovatel. Většinu své sportovní kariéry strávil v norském FK Lyn. Je druhým historicky nejlepším střelcem norské fotbalové reprezentace, když ve 45 zápasech nastřílel 33 gólů. Po ukončení fotbalové kariéry působil v novinách Dagbladet a Tidens Tegn. Napsal také několik knih.

## Osobní život
Juve se narodil v norském Porsgrunnu jako nejstarší z šesti dětí koželuha Ole Martina Joveho. Jove byl dvakrát ženatý, s první ženou, Ernou Riberg, kterou si vzal roku 1932, měl dvě děti. S Ernou se později rozvedl a vzal si psycholožku Evu Røine, se kterou měl dceru. Zemřel roku 1983 v Oslu.

## Klubová kariéra
Juve začal svou klubovou kariéru v týmu IF Urædd v rodném Porsgrunnu, kde nastupoval od šestnácti let. V roce 1926 se přestěhoval do Osla, kde nastupoval za místí FK Lyn. S klubem se roku 1928 probojoval do finále norského poháru, kde však jeho tým podlehl 1-2 FK Ørn Horten.
V letech 1930 a 1931 nastupoval také za švýcarskou FC Basel, za kterou ve dvanácti zápasech nastřílel deset gólů.
Svou fotbalovou kariéru ukončil roku 1938, v letech 1939 a 1948 pak trénoval norské týmy FK Bodø/Glimt a Molde.

## Reprezentační kariéra
Juve je druhým nejlepším střelcem v historii norské reprezentace, za kterou během své reprezentační kariéry nastřílel 33 gólů. Kromě útočníka nastupoval také na pozici pravého beka.
Juve byl kapitánem norského týmu na letních olympijských hrách v Berlíně roku 1936, kde Norsko vybojovalo bronzovou medaili, jedinou medaili z vrcholového turnaje v historii.